# Gamlakarleby BK
Gamlakarleby BK, vollständig Gamlakarleby Bollklubb (schwedisch; kurz GBK), ist ein zweisprachig arbeitender Fußballverein aus der westfinnischen Stadt Kokkola (schwedisch Karleby, früher Gamlakarleby). Aktuell spielt er in der Kakkonen, der dritthöchsten Spielklasse Finnlands. Der Verein trägt seine Heimspiele im 3000 Zuschauer fassenden „Zentralstadion“ (schwedisch centralplan) der Stadt aus.

## Geschichte
Gamlakarleby BK (GBK) wurde 1924 als schwedischsprachiger Verein gegründet und ist damit einer der ältesten Fußballvereine Finnlands. Er gilt als Klub der finnlandschwedischen Einwohner der zweisprachigen Stadt Kokkola, während Lokalrivale Kokkolan Palloveikot (KPV) als Klub der Finnischsprachigen gilt.
Bis etwa 1950 war GBK neben Fußball auch in den Sportarten Bandy und Eishockey aktiv. 1953 schlossen sich die Eishockeyabteilungen von GBK und KPV zusammen und gründeten den neuen Verein Kokkolan Hermes.
Die Fußballmannschaft von GBK stieg dreimal (1958, 1963 und 1975) in die höchste Spielklasse Finnlands, die damalige Mestaruussarja (heute Veikkausliiga) auf. 1959 und 1976 stieg man direkt wieder ab, von 1964 bis 1966 spielte der Verein erneut drei Jahre erstklassig und erreichte in der Saison 1965 mit Rang 4 seine beste Platzierung. Darüber hinaus war GBK lange, zuletzt 2007, in der zweitklassigen Ykkönen aktiv.

## GBK heute
Heute konzentriert der zweisprachig organisierte Verein seine Aktivitäten auf Fußball. Die erste Mannschaft spielt seit 2008 in der drittklassigen Kakkonen. Daneben ist GBK auch im Frauen- und Juniorenbereich aktiv und stellt insgesamt etwa 30 Mannschaften mit zusammen etwa 600 registrierten Spielern.

## Kokkola Cup
Bekannt ist GBK auch als Ausrichter des jährlich im Juli stattfindenden Kokkola Cups, einem internationalen Fußballturnier für Nachwuchsmannschaften. In den letzten Jahren nahmen jeweils über 300 Mannschaften an dem Viertageturnier teil und machten den Kokkola Cup nach dem Helsinki Cup zum zweitgrößten Turnier seiner Art in Finnland.
Erstmals veranstaltet wurde der Kokkola Cup im Jahre 1981 mit etwa 50 Mannschaften. Seitdem ist die Zahl der teilnehmenden Mannschaften auf bis zu 330 angestiegen. Insgesamt betrug die Zahl der teilnehmenden Mannschaften zwischen 1981 und 2009 etwa 5000. Unter den fast 100.000 teilnehmenden Spielern waren zahlreiche spätere Profis, unter anderem Craig Bellamy, Danny Mills, Simon Davies und Matthew Etherington.